# Ябланица (хребет)
Ябланица (макед. Јабланица; алб. Jabllanica) — горный хребет в Албании и Северной Македонии. Он тянется вдоль границы этих стран с юга на север, северо-западнее Охридского озера до озера Дебар. Длина хребта составляет около 50 километров, а его вершины имеют высоту до 2000 м. Самая высокая — гора Зеза (макед. Црн Камен; алб. Gur i Zi) находится примерно в середине горного хребта и имеет высоту 2257 м. Остальные вершины: Стрижек (2233 м), Чума (2125 м), Крстец (2186 м). Горный хребет разделён между обоими государствами примерно поровну. Крупнейшими городами рядом с горами являются Либражд в Албании и Струга в Северной Македонии.

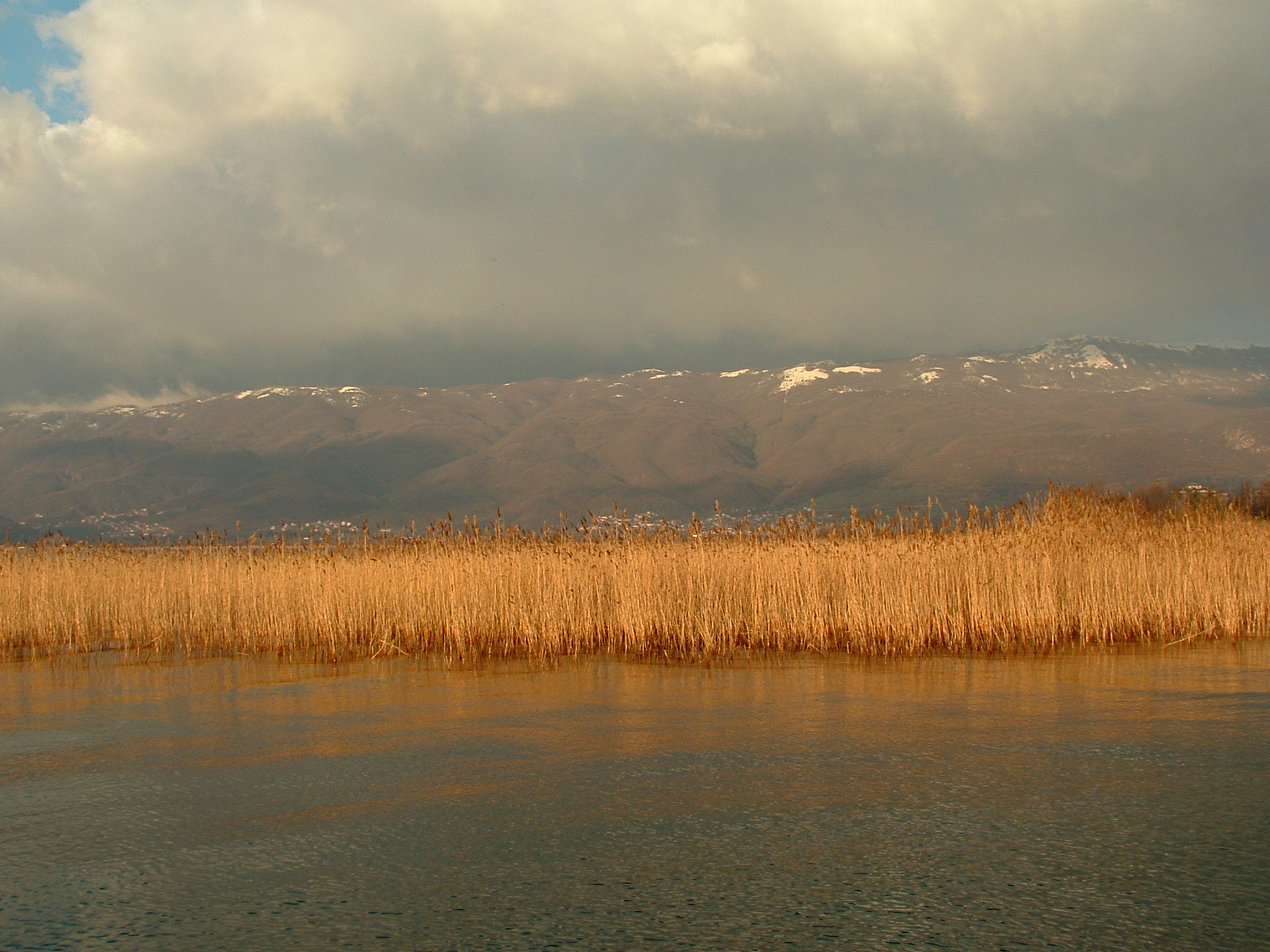
Македонская сторона хребта за Охридским озером деревнями Франгово и Радолишта

На Востоке горы спускаются к долине Чёрного Дрина и Охридского озера, на западе за небольшой долиной начинаются горы Шебеник, имеющие почти такую же высоту.
Для хребта Ябланица характерны перигляциальные формы рельефа, имеются несколько цирков и ледниковых озёр. Хребет сложен преимущественно известняками и сланцами, иногда встречается серпентин. Имеется множество карстовых источников.
Албанская сторона горной цепи вместе с расположенными несколько западнее горами Шебеник с 2008 года находится под защитой в качестве Национального парка Шебеник-Ябланица.
Склоны гор преимущественно покрыты лесом. На высоте от 600 до 1300 м произрастают термофильный дуб и граб восточный. Для высот с 1300 до 1800 м характерны чисто буковые леса. Выше 1800 м расположены субальпийские и альпийские луга, которые используются в качестве пастбищ.
Хребет Ябланица является одним из немногих мест, где обитает балканская рысь — исчезающий подвид обыкновенной рыси. Всего в дикой природе обитает менее 100 особей.